# Nenad Vukanić
 (janvier 2021).
Nenad Vukanić (né le 16 mai 1974 à Kotor) est un joueur de water-polo yougoslave (monténégrin), médaillé olympique en 2000 à Sydney.